# プンガ海
プンガ海（プンガかい、英語: Punga Mare）は、土星の衛星タイタンの北極に存在する液体の湖。3つの海中最小の海である。
2007年に土星探査機カッシーニによって発見され、2008年にプンガ海と名づけられた。名前はマオリ神話に登場するサメ、エイとトカゲの先祖・海神プンガに由来する。
主成分は液体メタンとエタン。直径は約380kmで、地球のビクトリア湖の長さより大きい。